# Seznam francoskih ekonomistov
Seznam francoskih ekonomistov.

## A
- Maurice Allais
- Samir Amin (1931-2018)
- Étienne Antonelli (1879-1971)
- Jacques Attali

## B
- Raymond Barre
- Frédéric Bastiat
- Paul Leroy-Beaulieu
- Joseph Louis Francois Bertrand
- Jacques Bichot
- Olivier Blanchard
- Laurence Boone
- Fernand Braudel

## C
- Michel Camdessus
- Jean-Claude Casanova
- Cornelius Castoriadis
- Jean-Baptiste Colbert
- Étienne Condillac
- Antoine Augustin Cournot

## D
- Gerard Debreu
- Jacques Delors
- Jules Dupuit

## F
- Jean-Paul Fitoussi

## G
- Charles Gide
- Thierry Godefroy
- Sergei Guriev (rusko/osetinsko-franc.)

## H
- Michel Husson (1949-2021)

## J
- Jean-Marcel Jeanneney

## K
- Serge-Christophe Kolm

## L
- Jean-Jacques Laffont
- Christine Lagarde
- Alain Lipietz
- Frédéric Lordon

## M
- Jean Monnet

## N
- Christian Noyer
- Pierre Samuel du Pont de Nemours

## P
- Frédéric Passy
- Thomas Piketty
- Jean Pisani-Ferry
- Pierre Guillaume Frederic le Play
- Baudouin Prot
- Pierre-Joseph Proudhon

## Q
- François Quesnay

## R
- Jacques Rueff

## S
- Pascal Salin
- Jean-Baptiste Say
- François Simiand

## T
- Jean Tirole
- Jean-Claude Trichet
- Turgot (Anne-Robert-Jacques Turgot)

## V
- François Villeroy de Galhau

## W
- Leon Walras

## Z
- Georges Zourabichvili